# Zápas na Letních olympijských hrách 1976 – muži, volný styl do 62 kg
Zápas ve volném stylu ve váhové kategorii do 62 kg probíhal na Letních olympijských hrách 1976 v Montréalu, v multifunkční hale Maurice Richard Arena. O medaile se utkalo celkem 17 zápasníků.

## Turnajové výsledky
Za prohru zápasníci získávají záporné body. 6 bodů vyřazuje zápasníka z dalších bojů. Poté, co zbývají poslední tři borci, utkají se tito ve finálovém kole o medaile.
Legenda
- TF — Lopatkové vítězství
- IN — Vítězství pro soupeřovo zranění
- DQ — Vítězství pro soupeřovu pasivitu
- D1 — Vítězství pro soupeřovu pasivitu, vítěz taktéž napomínán
- D2 — Oba zápasníci diskvalifikováni pro pasivitu
- FF — Kontumační vítězství
- DNA — Soupeř nenastoupil
- TPP — Trestné body celkem
- MPP — Trestné body za zápas

Sankce
- 0 - Lopatkové vítězství, technická převaha, pro pasivitu, zranění soupeře, nenastoupení
- 0,5 - Výhra na body, 8-11 bodů rozdíl
- 1 - Výhra na body, 1-7 bodů rozdíl
- 2 - Výhra pro pasivitu, vítěz taktéž napomínán
- 3 - Prohra na body, 1-7 body rozdíl
- 3,5 - Prohra na body, 8-11 bodů rozdílu
- 4 - Prohra lopatková, technickou převahu, pro pasivitu, zranění, nenastoupení

### Kolo 1
| TPP | MPP |                       | Skóre     |                         | MPP | TPP |
| --- | --- | --------------------- | --------- | ----------------------- | --- | --- |
| 4   | 4   | Marco Terán (ECU)     | TF / 5:47 | Théodule Toulotte (FRA) | 0   | 0   |
| 1   | 1   | Gene Davis (USA)      | 15 - 8    | Dzevegín Ojdov (MGL)    | 3   | 3   |
| 3   | 3   | Mihály Fodor (HUN)    | 4 - 6     | Eduard Giray (FRG)      | 1   | 1   |
| 4   | 4   | Kenneth Dawes (GBR)   | TF / 1:41 | Sergej Timofějev (URS)  | 0   | 0   |
| 4   | 4   | Benjamin Varela (PUR) | TF / 1:30 | Helmut Strumpf (GDR)    | 0   | 0   |
| 0.5 | 0.5 | Jang Čung-mo (KOR)    | 18 - 7    | Egon Beiler (CAN)       | 3.5 | 3.5 |
| 1   | 1   | Vehbi Akdağ (TUR)     | 8 - 6     | Mohsen Farahvashi (IRI) | 3   | 3   |
| 1   | 1   | Kenkiči Maekawa (JPN) | 8 - 4     | Petre Coman (ROU)       | 3   | 3   |
| 0   |     | Ivan Jankov (BUL)     |           | Bye                     |     |     |

### Kolo 2
| TPP | MPP |                         | Skóre     |                       | MPP | TPP |
| --- | --- | ----------------------- | --------- | --------------------- | --- | --- |
| 0   | 0   | Ivan Jankov (BUL)       | DQ / 7:35 | Marco Terán (ECU)     | 4   | 8   |
| 4   | 4   | Théodule Toulotte (FRA) | TF / 8:38 | Gene Davis (USA)      | 0   | 1   |
| 3   | 0   | Dzevegín Ojdov (MGL)    | DQ / 7:12 | Mihály Fodor (HUN)    | 4   | 7   |
| 1   | 0   | Eduard Giray (FRG)      | DQ / 8:24 | Kenneth Dawes (GBR)   | 4   | 8   |
| 0   | 0   | Sergej Timofějev (URS)  | TF / 1:22 | Benjamin Varela (PUR) | 4   | 8   |
| 4   | 4   | Helmut Strumpf (GDR)    | TF / 0:33 | Jang Čung-mo (KOR)    | 0   | 0.5 |
| 4.5 | 1   | Egon Beiler (CAN)       | 10 - 7    | Vehbi Akdağ (TUR)     | 3   | 4   |
| 4   | 1   | Mohsen Farahvashi (IRI) | 4 - 4     | Kenkiči Maekawa (JPN) | 3   | 4   |
| 3   |     | Petre Coman (ROU)       |           | Bye                   |     |     |

### Kolo 3
| TPP | MPP |                         | Skóre     |                         | MPP | TPP |
| --- | --- | ----------------------- | --------- | ----------------------- | --- | --- |
| 7   | 4   | Petre Coman (ROU)       | 2 - 14    | Ivan Jankov (BUL)       | 0   | 0   |
| 8   | 4   | Théodule Toulotte (FRA) | TF / 8:23 | Dzevegín Ojdov (MGL)    | 0   | 3   |
| 1   | 0   | Gene Davis (USA)        | TF / 7:53 | Eduard Giray (FRG)      | 4   | 5   |
| 3   | 3   | Sergej Timofějev (URS)  | 13 - 17   | Helmut Strumpf (GDR)    | 1   | 5   |
| 1   | 0.5 | Jang Čung-mo (KOR)      | 17 - 6    | Vehbi Akdağ (TUR)       | 3.5 | 7.5 |
| 7.5 | 3   | Egon Beiler (CAN)       | 5 - 9     | Mohsen Farahvashi (IRI) | 1   | 5   |
| 4   |     | Kenkiči Maekawa (JPN)   |           | Bye                     |     |     |

### Kolo 4
| TPP | MPP |                         | Skóre     |                        | MPP | TPP |
| --- | --- | ----------------------- | --------- | ---------------------- | --- | --- |
| 8   | 4   | Kenkiči Maekawa (JPN)   | D2 / 5:55 | Ivan Jankov (BUL)      | 4   | 4   |
| 1   | 0   | Gene Davis (USA)        | 29 - 13   | Sergej Timofějev (URS) | 4   | 7   |
| 3   | 0   | Dzevegín Ojdov (MGL)    | DQ / 5:36 | Helmut Strumpf (GDR)   | 4   | 9   |
| 9   | 4   | Eduard Giray (FRG)      | TF / 3:21 | Jang Čung-mo (KOR)     | 0   | 1   |
| 5   |     | Mohsen Farahvashi (IRI) |           | Bye                    |     |     |

### Kolo 5
| TPP | MPP |                         | Skóre     |                      | MPP | TPP |
| --- | --- | ----------------------- | --------- | -------------------- | --- | --- |
| 6   | 1   | Mohsen Farahvashi (IRI) | 18 - 12   | Gene Davis (USA)     | 3   | 4   |
| 8   | 4   | Ivan Jankov (BUL)       | TF / 8:46 | Dzevegín Ojdov (MGL) | 0   | 3   |
| 1   |     | Jang Čung-mo (KOR)      |           | Bye                  |     |     |

### Kolo 6
| TPP | MPP |                         | Skóre     |                      | MPP | TPP |
| --- | --- | ----------------------- | --------- | -------------------- | --- | --- |
| 1   | 0   | Jang Čung-mo (KOR)      | TF / 5:54 | Gene Davis (USA)     | 4   | 8   |
| 10  | 4   | Mohsen Farahvashi (IRI) | DQ / 7:44 | Dzevegín Ojdov (MGL) | 0   | 3   |

### Finále
Výsledky z předchozích kol se započítávají do finále (žlutě zvýrazněno)
| TPP | MPP |                      | Skóre     |                      | MPP | TPP |
| --- | --- | -------------------- | --------- | -------------------- | --- | --- |
|     | 1   | Gene Davis (USA)     | 15 - 8    | Dzevegín Ojdov (MGL) | 3   |     |
|     | 0   | Jang Čung-mo (KOR)   | TF / 5:54 | Gene Davis (USA)     | 4   | 5   |
| 4   | 1   | Dzevegín Ojdov (MGL) | 10 - 8    | Jang Čung-mo (KOR)   | 3   | 3   |

## Finálové pořadí
1. Jang Čung-mo (KOR)
2. Dzevegín Ojdov (MGL)
3. Gene Davis (USA)
4. Mohsen Farahvashi (IRI)
5. Ivan Jankov (BUL)
6. Sergej Timofějev (URS)
7. Kenkiči Maekawa (JPN)
8. Helmut Strumpf (GDR)